# Emile Sherman

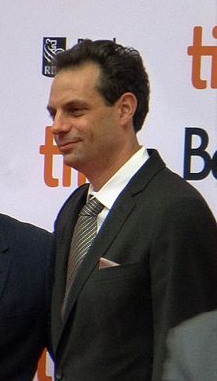
Emile Sherman beim Toronto International Film Festival 2016

Emile Sherman ist ein australischer Filmproduzent und Oscarpreisträger.

## Leben
Sherman ist seit dem Jahr 2000 als Filmproduzent tätig. Mehrmals wurde er vom Australian Film Institute für den AFI Award nominiert, 2014 wurde er mit dem AACTA Award ausgezeichnet. Sherman betrieb mit Sherman Pictures seine eigene Produktionsfirma.
2008 gründete er mit Iain Canning die Produktionsfirma See-Saw Films. Für The King’s Speech gewann Sherman bei der Oscarverleihung 2011 gemeinsam mit Canning und Gareth Unwin den Oscar in der Kategorie Bester Film. Zudem erhielten die drei einen British Academy Film Award.

## Filmografie (Auswahl)

### Als Produzent
- 2000: Witzige Leute (Sample People)
- 2006: Opal Dream
- 2006: Candy – Reise der Engel (Candy)
- 2008: Der Sinn des Lebens für 9,99 $ ($9.99)
- 2008: Schande (Disgrace)
- 2010: The King’s Speech
- 2010: Oranges and Sunshine
- 2011: Shame
- 2012: Dead Europe
- 2013: Spuren (Tracks)
- 2015: Slow West
- 2015: Mr. Holmes
- 2015: Life
- 2015: Macbeth
- 2016: Lion – Der lange Weg nach Hause (Lion)
- 2017: How to Talk to Girls at Parties
- 2018: Maria Magdalena (Mary Magdalene)
- 2018: Widows – Tödliche Witwen (Widows)
- 2019: Der Tag wird kommen (The Day Shall Come)
- 2020: Ammonite
- 2021: The Power of the Dog
- 2021: Die Täuschung (Operation Mincemeat)
- 2022: The Stranger
- 2022: The Son
- 2023: The Royal Hotel
- 2023: One Life
- 2023: Enemy (Foe)

### Als Executive Producer
- 2013: Top of the Lake (Miniserie)

## Auszeichnungen
British Academy Film Award
- 2022: Auszeichnung für den besten Film (The Power of the Dog)